# MidnightPumpkin
MidnightPumpkin (ミッドナイト・パンプキン (Middonaito Panpukin)) é uma banda de ska punk do Japão formada em 2002.

## Membros

### Membros atuais
- Wakana - vocais
- Maya - vocais
- Shinya - bateria
- Hiroki - trompete
- Haru - trompete
- Aya - saxofone

### Ex-membros
- Yu-ichi - guitarra

## Discografia

### Álbuns
- Time Limit (26 de outubro de 2005)
  1. "Time Limit"
  2. "Workaholic"
  3. "Foot Step"
  4. "Heartbraker"
  5. "Right"
  6. "Juicy-go-round"
- Pop Irony (ポップアイロニー) (15 de novembro de 2006)
  1. "Boys & Girls"
  2. "Get back"
  3. "Daybreak"
  4. "Rashtail"
  5. "Trance Border" (トランス・ボーダー)
  6. "Vega"
  7. "Peace"
  8. "Under Control"
  9. "Americano"
  10. "Peppermint Sugar"
  11. "Crybaby"
  12. "Journey" (ジャーニー)
- Slash (25 de abril de 2007)
  1. "Yudachi Rhapsody" (夕立ちラプソディー)
  2. "Rainbow Road"
  3. "ShangHigh-SKA"
  4. "Rumble Fish"
  5. "Have You Never Been Mellow"

### Singles
- "Vega/Crybaby" （2006-07-05） - tema de abertura de Princess Princess D.
  1. "Vega"
  2. "Crybaby"
  3. "sundog"
  4. "Vega" (inst.)
  5. "Crybaby" (inst.)
- "Boys & Girls" (18 de outubro de 2006)
  1. "Boys ＆ Girls"
  2. "Good Time Girl"
  3. "Boys ＆ Girls" (inst.)
- "Sora Iro Mirai" (ソライロミライ) (28 de novembro de 2007) - tema de abertura de Biyo Shonen Celebrity
  1. "Sora Iro Mirai" (ソライロミライ)
  2. "Jewel"
  3. "Sora Iro Mirai" (ソライロミライ)(inst.)
  4. "Jewel" (inst.)